# Neohouzeaua kerriana
Neohouzeaua kerriana är en gräsart som beskrevs av John Dransfield. Neohouzeaua kerriana ingår i släktet Neohouzeaua och familjen gräs. Inga underarter finns listade i Catalogue of Life.